# Оутес
О́утес (гал. Outes, ісп. Outes) — муніципалітет в Іспанії, у складі автономної спільноти Галісія, у провінції Ла-Корунья. Населення — 7425 осіб (2009).
Муніципалітет розташований на відстані близько 510 км на північний захід від Мадрида, 71 км на південний захід від Ла-Коруньї.
Муніципалітет складається з таких паррокій: А-Серра-де-Оутес, Кандо, Ентінс, О-Фрейшо-де-Сабардес, Оутес, Роо, Сан-Косме-де-Оутейро, Санто-Оуренте-де-Ентінс, Тарас, Валадарес.

## Географія
Через муніципалітет протікає річка Тамбре.

## Демографія
Динаміка населення (INE ):

## Галерея зображень

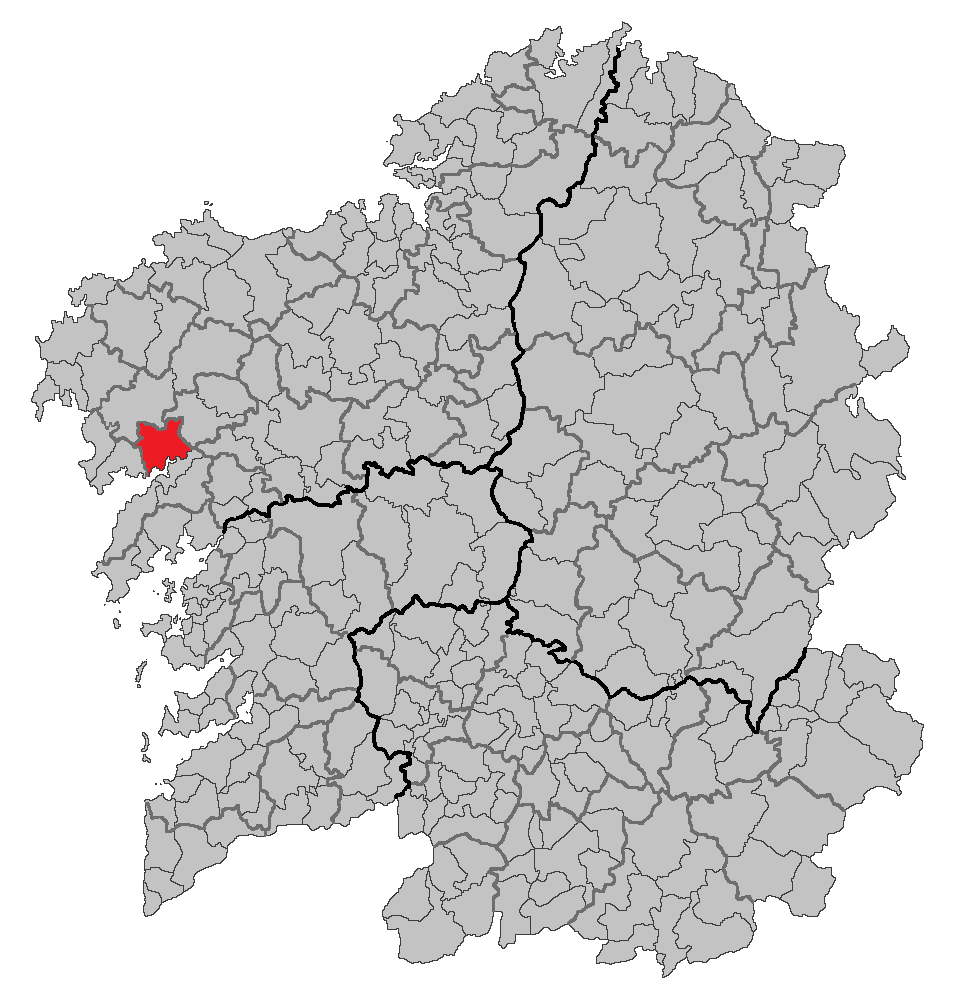
Розташування муніципалітету
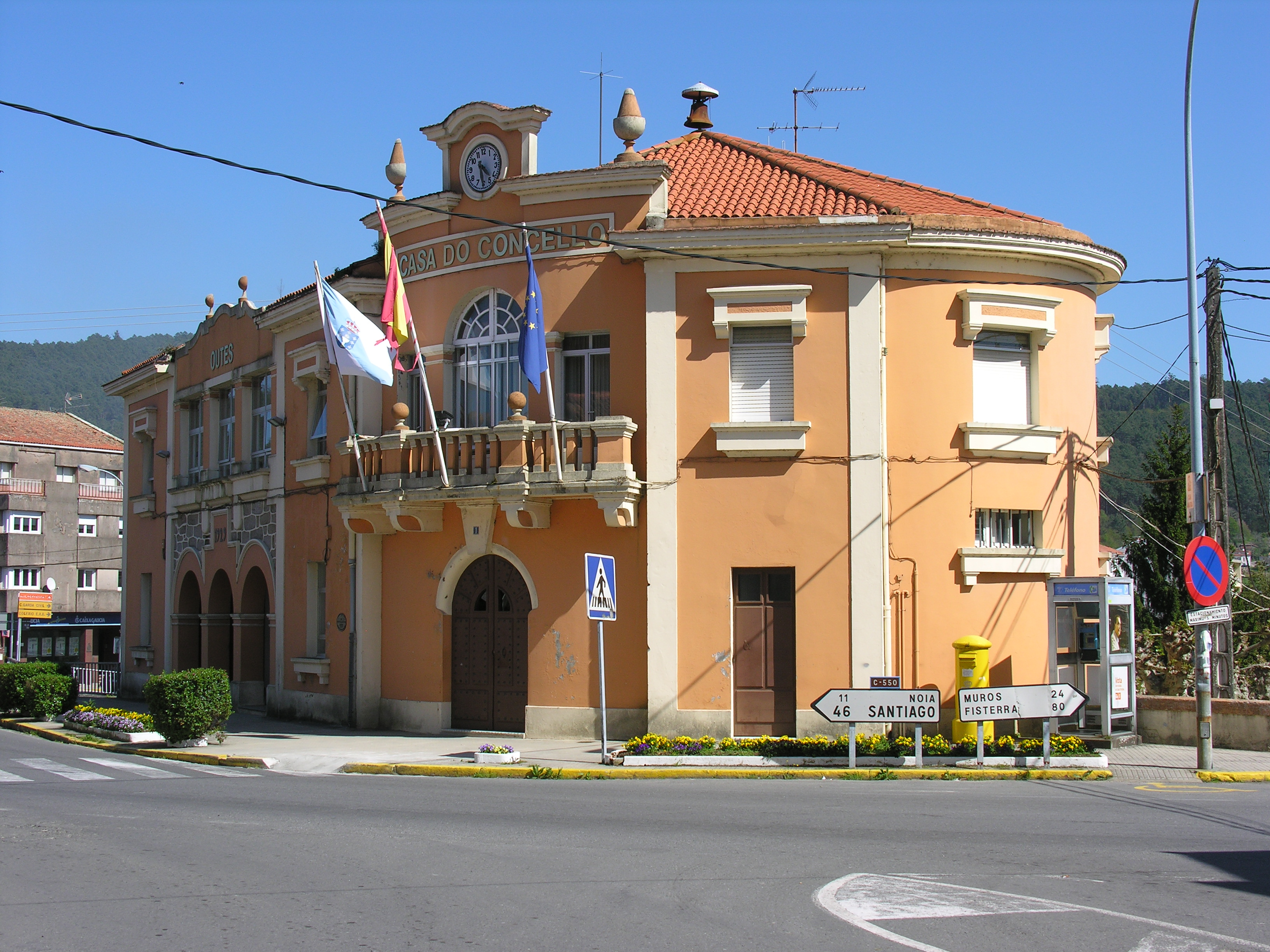
Муніципальна рада